# I Santoni
I Santoni sono stati un gruppo di rock progressivo italiano.

## Storia del gruppo
Nati nella seconda metà degli anni '60 a Firenze, dopo alcuni anni di esibizioni dal vivo e dopo un tour europeo, partecipano al Torneo nazionale Rapallo Davoli. In questi anni si susseguono avvicendamenti tra i componenti e nel 1971, ormai assestati, ottengono un contratto discografico con la CAR Juke Box (la casa discografica di Carlo Alberto Rossi per cui incidono anche Le Orme). Debuttano nel 1971, con il primo 45 giri Amico mio/Dimenticare, che risente ancora delle sonorità psichedeliche degli anni '60 (è sempre costante l'utilizzo dell'organo Hammond).
Nel 1972 incidono il loro primo ed ultimo LP dal titolo Noi: i Santoni, contenente nove canzoni (1-Quelli come noi, 2-Ma ci sarà, 3-Forse un sogno, 4-Continuare dimenticando, 5-La terra del sole, 6-Che farei, 7-L'uomo sbagliato, 8-Verità, 9-Ancora niente); dall'album viene estratto un secondo 45 giri Che farei/Quelli come noi.
Nell'LP il gruppo si accosta maggiormente ad un rock che in Europa, più che in Italia, stava conquistando molti consensi, quel rock progressivo che conta tra i suoi maggiori esponenti formazioni italiane come la Premiata Forneria Marconi e il Banco del Mutuo Soccorso.
Le canzoni sono tutte firmate da Mosti, Prussi e Rondelli.
Dopo una serie di concerti e di partecipazioni a festival pop, il gruppo si scioglie nel 1974.
Lo stile della band si contraddistingue per l'utilizzo costante dei fiati (sassofono tenore, contralto e flauto traverso) fortemente influenzati dallo stile di Ian Anderson dei Jethro Tull.
L'LP è stato ristampato in formato CD nel 1995 dalla Mellow Record, e nel 2001 dalla Akarma, dando per la prima volta visibilità internazionale al gruppo: l'ultima ristampa ha riscontrato un buon successo in Giappone e in Nord Europa, oltre che tra gli appassionati italiani di Progressive Rock.

## Formazione

### 1967 - 1971
- Bruno Mosti (pianoforte, organo Hammond, voce principale)
- Wilson Lupi  (batteria), dal 1968 Fabrizio Prussi (batteria, voce)
- dal 1968 Giorgio Gorini (sassofono contralto e tenore, flauto traverso, voce)
- Franco Bettazzi (sassofono, flauto traverso)
- Marco Puggelli (basso elettrico)

### 1971 - 1974
- Bruno Mosti (pianoforte, organo Hammond, voce principale)
- Fabrizio Prussi (batteria, voce)
- Giorgio Gorini (sassofono contralto e tenore, flauto traverso, voce)
- Franco Bettazzi (sassofono, flauto traverso)
- Giovanni Rondelli (basso elettrico, voce).

## Discografia

### 33 giri
- 1972 - Noi: i Santoni (CAR Juke Box, CRJ LP 00024)

### 45 giri
- 1971 - Amico mio/Dimenticare (CAR Juke Box, CRJ NP 1066)
- 1972 - Che farei/Quelli come noi (CAR Juke Box, CRJ NP 1086)

### CD
- 1995 - Noi: i Santoni (Mellow Records, MMP 263)
- 2003 - Noi: i Santoni (Akarma, AK 1034)